# Audrey Faye Hendricks
Audrey Faye Hendricks   (Birmingham, 1953 - 1 de març de 2009) és coneguda com la manifestant més jove que va participar en el Moviment pels Drets Civils el 1963. Amb només nou anys, Audrey va participar en la manifestació Brown v. Board Education amb els líders dels drets civils per denunciar que la segregació racial a les escoles públiques era inconstitucional, i va ser una de les persones que van ser arrestades i empresonades. Audrey també va ser l'únic infant implicat en la croada dels nens de Birmingham del 2 de maig de 1963.

## Biografia
Audrey Faye Hendricks va néixer a Birmingham, Alabama, el 1953, de Lola Mae Haynes i Joseph Hendricks, i també té una germana, Jan Hendricks Fuller. Audrey va assistir a l'escola al Centre Street Elementary de Birmingham, Alabama. La mare d'Audrey, Lola Mae Hendricks, era mecanògrafa i secretària de l'oficina de Shuttlesworth a l'església baptista de Bethel.

## Moviment pels Drets Civils
El Tribunal Suprem va dictaminar a la sentència Brown v. Board of Education que les escoles segregades eren inconstitucionals el 1954. El 1961, els pares d'Audrey es trobaven entre els activistes pels drets civils que van guanyar una demanda per integrar els 67 parcs de Birmingham, després que el comissari de policia Eugene Connor els represaliés tancant els parcs.
El 1963, Audrey i altres estudiants de la seva escola van decidir sortir de classe i unir-se a la marxa cap a l'església baptista Sixteen Street de Birmingham amb els líders dels drets civils com Martin Luther King Jr. Els estudiants es van organitzar en grups de protesta i van protestar durant quatre dies. El 6 de maig, Audrey va ser un dels 2.000 nens i nenes que van ser arrestats i empresonats a la sala de menors, provocant el que es coneix com la croada infantil. Això va fer que Hendricks fos conegut com un dels manifestants més joves que van ser empresonats durant el Moviment pels Drets Civils.
El 1969, uns quinze anys després, Hendricks va assistir a la seva primera escola no segregada.

## Vida posterior
Més tard, després de la seva participació en el Moviment pels Drets Civils, Hendricks va anar al Bishop College i va esdevenir professora a Dallas, Texas. Vuit anys més tard, va anar de nou a Birmingham, Alabama, on va ajudar durant 25 anys als nens de famílies amb pocs ingressos. El 2007 va obtenir el màster.
Hendricks va morir a Birmingham, Alabama, l'1 de març de 2009 a 55 anys.
El 17 de gener de 2017, Cynthia Levinson va publicar The Youngest Marcher: The Story of Audrey Faye Hendricks, una jove activista pels drets civils, un llibre sobre la vida d'Audrey Faye Hendrick com a nena implicada en el Moviment pels Drets Civils, així com el seu viatge i experiències a través de ser activista a una edat tan jove.